# Mansfield (Arkansas)
Mansfield è una città degli Stati Uniti d'America situata nello Stato dell'Arkansas, nella Contea di Scott e in parte nella Contea di Sebastian.